# テレサ・ルー
テレサ・ルー（英語：Teresa Lu、本名：盧 曉晴、Lu Hsiao-ching、1987年10月13日 - ）は、台湾出身の女子プロゴルファーである。所属は太陽生命。

## 来歴
2006年台湾女子プロゴルフ協会（TLPGA）入会。同年から全米女子プロゴルフ協会（USLPGA）ツアーへ参戦、この時にアメリカ人に発音しやすいように登録名をTeresa Lu（テレサ・ルー）とする。
2009年日本女子プロゴルフ協会（JLPGA）のファイナルクォリファイングトーナメント（QT）を7位で通過し、翌2010年からUSLPGAツアーと並行してJLPGAツアーに参戦。
2011年からはJLPGAツアーをメインに参戦。同年の年間獲得賞金ランキング（賞金ランク）33位で自身初のシード入り。
2014年と2015年には賞金ランク自身最高位となる2位に入っている。
「2017年JLPGAツアー優勝者」の資格で2017年12月1日付でJLPGA入会を果たし、JLPGA89期生（インターナショナルプロフェッショナル会員）となる。
2019年は未勝利ながら、賞金ランク23位となり、9年連続のシード入りとなった。
JLPGAツアー公式戦4勝（詳細下記）。
女子ゴルフ世界ランキング最高位は2016年1月11日付の19位。

## 優勝歴

### LPGAツアー（米国）
- 2013年:ミズノクラシック（JLPGA共催）

### TLPGAツアー(台湾)
- 2008年:台豐女子國際公開賽
- 2009年:台豐女子國際公開賽
- 2012年:日立慈善盃女子高爾夫菁英賽
- 2012年:台豐女子國際公開賽
- 2016年:中國信託女子公開賽

### JLPGAツアー(日本)
※本項の成績はテレサ･ルー プロフィール詳細の生涯成績・記録を参照、大会名は優勝当時で表記し、太字は公式戦である。
- 2013年:ミズノクラシック
- 2014年:リゾートトラストレディス、日本女子オープンゴルフ選手権競技、LPGAツアーチャンピオンシップリコーカップ
- 2015年:ダイキンオーキッドレディスゴルフトーナメント、リゾートトラストレディス、NEC軽井沢72ゴルフトーナメント、日本女子プロゴルフ選手権大会コニカミノルタ杯、富士通レディース
- 2016年:ダイキンオーキッドレディスゴルフトーナメント、マンシングウェアレディース東海クラシック、大王製紙エリエールレディスオープン
- 2017年:スタジオアリス女子オープン、ニチレイレディス、富士通レディース、LPGAツアーチャンピオンシップリコーカップ